# جان آكر
جان آكر (بالإنجليزية:Jean Acker) ممثلة أفلام أمريكية من مواليد 23 أكتوبر 1893 ووفيات 16 أغسطس 1978 مع مهنة التي يعود تاريخها إلى عصر السينما الصامتة من خلال في الخمسينات وربما كانت معروفة أفضل باسم ينفر زوجة نجم السينما الصامتة رودولف فالنتينو.

## أعمالها

### أفلام
- 1913 الرجل بالخارج
- 1913 في قوة المرأة
- 1913 طفل بوب
- 1913 المتهور
- 1914 مؤامرة تزوير 5 ملايين دولار
- 1915 هل أنت مايسون
- 1919 لا تقل ابدا استقال[3]
- 1919 لعبة الداما[4]

## روابط خارجية
- جان آكر على موقع IMDb (الإنجليزية)
- جان آكر على موقع روتن توميتوز (الإنجليزية)
- جان آكر على موقع ألو سيني (الفرنسية)
- جان آكر على موقع أول موفي (الإنجليزية)
- جان آكر على موقع قاعدة بيانات الأفلام السويدية (السويدية)
- جان آكر على موقع قاعدة بيانات الفيلم (الإنجليزية)
- جان آكر على موقع كينوبويسك (الروسية)
- جان آكر على موقع فايند أغريف